# قائمة جهات المغرب حسب مؤشر التنمية البشرية
هذه قائمة مناطق المغرب حسب مؤشر التنمية البشرية اعتبارًا من 2020 مع بيانات عام 2018.
| رتبة               | منطقة                                                                                                  | المؤشر (2018)     | البلدان المقارنة (2018)   |
| تنمية بشرية عالية  | تنمية بشرية عالية                                                                                      | تنمية بشرية عالية | تنمية بشرية عالية         |
| ------------------ | --- | ----------------- | ------------------------- |
| 1                  | المركز ( الدار البيضاء الكبرى ، الشاوية ورديغة ، تادلة أزيلال )                                        | 0.711             | Moldova                   |
| تنمية بشرية متوسطة | |                   |                           |
| 2                  | الشمال الغربي ( الرباط - سلا - زمور - زعير ، الغرب - الشراردة - بني حسين ، طنجة - تطوان )              | 0.696             | Marshall Islands ، فيتنام |
| 3                  | الوسط الشمالي ( فاس - بولمان - تازة - الحسيمة - تاونات )                                               | 0.679             | Iraq                      |
| -                  | المغرب (المتوسط)                                                                                       | 0.676             | Kyrgyzstan                |
| 4                  | الجنوب ( سوس - ماسة - درعة ، كلميم السمارة ، العيون - بوجدور - الساقية الحمراء ، واد الذهب - الكويرة ) | 0.661             | El Salvador               |
| 5                  | الوسط الجنوبي ( مكناس تافيلالت )                                                                       | 0.660             | El Salvador               |
| 6                  | تنسفيت ( مراكش تانسيفت الحوز ، دكالة عبدة )                                                            | 0.640             | ناميبيا ، Timor-Leste     |
| 7                  | الشرقية ( الشرقية )                                                                                    | 0.639             | ناميبيا ، Timor-Leste     |